# ميراندا غاس
ميراندا غاس (بالإسبانية: Miranda Gas)‏ هي ممثلة إسبانية، ولدت في القرن العشرين.

## وصلات خارجية
- ميراندا غاس على موقع IMDb (الإنجليزية)